# Geranomyia virescens
Geranomyia virescens är en tvåvingeart som först beskrevs av Friedrich Hermann Loew 1851.  Geranomyia virescens ingår i släktet Geranomyia och familjen småharkrankar. Inga underarter finns listade i Catalogue of Life.